# KC Lightfoot
KC Lightfoot (né le 11 novembre 1999 à Lee's Summit) est un athlète américain, spécialiste du saut à la perche.

## Biographie
KC Lightfoot étudie à l'Université de Baylor au Texas. A l'âge de 19 ans, il participe aux Mondiaux de Doha en 2019, où il prend la 15ème place.

### Révélation en 2021
L'Américain se révèle lors de la saison hivernale 2021, notamment le 16 janvier lorsqu'il parvient à franchir 5,94 m lors d'une compétition universitaire disputée à Lubbock au Texas. Lightfoot s'empare alors de la meilleure performance mondiale de l'année (qui sera battue plus tard par Renaud Lavillenie et Armand Duplantis) et surtout bat son record personnel de 11 centimètres. Il confirme par la suite  avec deux nouveaux concours à 5,90 m puis 5,95 m deux semaines plus tard. Le 13 février, il devient le 25e homme à réussir un saut à la perche à plus de 6 m lors d'une nouvelle compétition universitaire à Lubbock, améliorant par la même occasion le record du monde universitaire. Au total, lors de cette saison en salle, il aura réussi six concours d'affilée à plus de 5,90 m.
Au début de la saison estivale, Lightfoot décide d'interrompre son cursus universitaire et de passer professionnel. Le 21 juin, lors des sélections olympiques américaines organisées à Eugene, il obtient son billet pour les Jeux Olympiques de Tokyo en se classant troisième du concours de la perche avec un saut à 5,85 m, nouveau record personnel en plein air. A Tokyo, il réalise 5,80 m et échoue à la quatrième place, à égalité avec le Grec Emmanouil Karalis.
L'année suivante, il se classe cinquième des sélections américaines et est donc absent des Mondiaux 2022 à Eugene. 

### Record à 6,07 m en 2023
Le 3 juin 2023, KC Lightfoot franchit 6,07 m lors d'un concours à Nashville et devient ainsi le nouveau détenteur du record d'Amérique du Nord, d'Amérique centrale et des Caraïbes, ainsi que le quatrième meilleur performeur de l'histoire du saut à la perche, derrière Mondo Duplantis (6,22 m), Renaud Lavillenie (6,16 m) et Sergueï Bubka (6,15 m). Mais lors des sélections américaines organisées à Eugene en juillet, il termine seulement quatrième et manque ainsi la qualification pour les championnats du monde de Budapest.

## Palmarès
| Date | Compétition                    | Lieu     | Résultat | Marque |
| ---- | ------------------------------ | -------- | -------- | ------ |
| 2021 | Jeux olympiques                | Tokyo    | 4e       | 5,80 m |
| 2022 | Championnats du monde en salle | Belgrade | 10e      | 5,60 m |

## Records
| Épreuve          | Épreuve   | Marque | Lieu      | Date            |
| ---------------- | --------- | ------ | --------- | --------------- |
| Saut à la perche | Plein air | 6,07 m | Nashville | 2 juin 2023     |
| Saut à la perche | En salle  | 6,00 m | Lubbock   | 13 février 2021 |